# NK Mosor Žrnovnica (2018.)
Nogometni klub Mosor Žrnovnica (NK Mosor; NK Mosor Žrnovnica; Mosor Žrnovnica; Mosor) je nogometni klub iz Žrnovnice, grad Split, Splitsko-dalmatinska županija, Republika Hrvatkska. Klub se trenutno natječe u 2. ŽNL Splitsko-dalmatinskoj, ligi petog stupnja hrvatskon nogometnog prvenstva. 
 
Klupske boje su crvena, bijela i plava.

## O klubu
U kolovozu 2018. "HNK Mosor" je odustao od natjecanja u "1. ŽNL Splitsko-dalmatinskoj", te ugasio seniorsku momčad.

 
Kao reakciju na taj potez, skupina bivših igrača i članova je 1. rujna 2018. održala osnivačku skupštinu novog kluba - NK "Mosor"'. 
 
 
Klub je u početku oformio omladinske momčadi, a potom seniorsku, za treninge i rad koristeći terene "Uniona" na TTTS-u, "Primorca" u Stobreču, te "Poljičanina 1921" u Srinjinama.
 
Klub je sa seniorskom momčadi krenuo u sezonu 2019./20. u "2. ŽNL Splitsko-dalmatinskoj", te kao domaćin igraju u Srinjinama na igralištu "Bačevac".

 
 
U rujnu 2020. godine odlukom graskih vlasti "Mosoru" je omogućeno a koristi lokalni stadion "Pricvić".

## Pregled plasmana po sezonama
| sezona    | rang lige | liga                        | dio   | poz.  | klubova u ligi | ut    | pob   | ner   | por   | gol+  | gol-  | bod   | napomene                               | izvori |
| Mosor     | Mosor     | Mosor                       | Mosor | Mosor | Mosor          | Mosor | Mosor | Mosor | Mosor | Mosor | Mosor | Mosor | Mosor                                  | Mosor  |
| --------- | --------- | --------------------------- | ----- | ----- | -------------- | ----- | ----- | ----- | ----- | ----- | ----- | ----- | -------------------------------------- | ------ |
| 2019./20. | V.        | 2. ŽNL Splitsko-dalmatinska |       | 9.    | 11             | 10    | 2     | 1     | 7     | 13    | 22    | 7     | liga prekinuta zbog pandemije COVID-19 |        |
| 2020./21. | V.        | 2. ŽNL Splitsko-dalmatinska |       | 5.    | 11             | 20    | 9     | 3     | 8     | 34    | 43    | 30    |                                        |        |
| 2021./22. |           |                             |       |       |                |       |       |       |       |       |       |       |                                        |        |
|           |           |                             |       |       |                |       |       |       |       |       |       |       |                                        |        |
|           |           |                             |       |       |                |       |       |       |       |       |       |       |                                        |        |

## Vanjske poveznice
- NK Mosor Žrnovnica na Facebooku